# Zevenhoven
Zevenhoven è una località e una ex-municipalità dei Paesi Bassi situata nella provincia della dell'Olanda Meridionale. Soppressa il 1º gennaio 1991. Il suo territorio è stato incorporato nel territorio comunale di Nieuwkoop